# Armbloemige waterbies
De armbloemige waterbies (Eleocharis quinqueflora) is een polvormende, vaste plant die behoort tot de cypergrassenfamilie (Cyperaceae). Het is een plant van laagblijvend grasland, binnenduingraslanden, duinvalleien, schorren en kwelders op natte, kalkrijke grond met zoet tot brak water. Ook komt de plant voor op kwelplekken. De plant komt van nature voor op het noordelijk halfrond van Noord-Amerika tot West-Azië en in Chili. Ze staat op de Nederlandse Rode lijst van planten als zeldzaam en sterk afgenomen.
De plant wordt 5-25 cm hoog en vormt een kruipende, lange, dunne, sterk vertakkende wortelstok. De eindknop van de wortelstok is verdikt tot een bol. De stengels zijn vaak iets gekromd en bladloos. De grondbladeren zijn rond en gegroefd.
De armbloemige waterbies bloeit van mei tot juli. De donkergroene, 0,5 mm dikke bloeistengel is rolrond of iets afgeplat. Op de onderste helft van de stengel zit een roodachtig bruine bladschede. De bloeiwijze is een aar met drie tot zeven bloemen. De soortaanduiding quinqueflora komt uit het Latijn voor "vijfbloemig". De aar is 4-8 mm lang en tot 4 mm breed. Het onderste kelkkafje is stengelomvattend en bijna evenlang als de aartjes. De donkerbruine, eironde, spitse kafjes hebben een brede vliezige bladrand. Per bloempje komen vier tot zes tot stekels omgevormde kroonbladen voor. De stijl heeft drie stempels.
De vrucht is een 1,5-2 mm lang, geelbruin, driekantig nootje met een stekelige punt.

## In andere talen
- Duits: Wenigblütige Sumpfsimse, Armblütige Sumpfbinse, Wenigblütiges Sumpfried
- Engels: Few-flowered Spike-rush
- Frans: Scirpe pauciflore